# Bádminton en los Juegos Panafricanos
El Bádminton en los Juegos Panafricanos es un deporte que se disputa en las justas continentales desde la edición de 2003 en Nigeria en la que el campeón de los juegos clasifica a la edición de Juegos Olímpicos del año siguiente.

## Ediciones
| Año  | Sencillos Masculino | Semcillos Femenino | Dobles Masculino                       | Dobles Femenino                            | Dobles Mixtos                              | Equipo    |
| ---- | ------------------- | ------------------ | -------------------------------------- | ------------------------------------------ | ------------------------------------------ | --------- |
| 2003 | Edicha Ocholi       | Grace Daniel       | Nigeria Greg Okuonghae Ibrahim Adamu   | Sudáfrica Michelle Edwards Chantal Botts   | Sudáfrica Chris Dedman Antoinette Uys      | Sudáfrica |
| 2007 | Nabil Lasmari       | Grace Daniel       | Sudáfrica Roelof Dednam Chris Dednam   | Sudáfrica Michelle Edwards Chantal Botts   | Seychelles Georgie Cupidon Juliette Ah-Wan | Nigeria   |
| 2011 | Jacob Maliekal      | Susan Ideh         | Nigeria Ola Fagbemi Jinkan Ifraimu     | Sudáfrica Stacey Doubell Annari Viljoen    | Sudáfrica Willem Viljoen Annari Viljoen    | Nigeria   |
| 2015 | Jakob Maliekal      | Kate Foo Kune      | Sudáfrica Andries Malan Willem Vilhoen | Seychelles Juliette Ah-Wan Allisen Camille | Sudáfrica Andries Malan Jennifer Frye      | Mauricio  |

## Medallero
| #     | País       | Oro | Plata | Bronce | Total |
| ----- | ---------- | --- | ----- | ------ | ----- |
| 1     | Sudáfrica  | 11  | 10    | 8      | 32    |
| 2     | Nigeria    | 8   | 8     | 15     | 31    |
| 3     | Seychelles | 2   | 2     | 8      | 12    |
| 4     | Mauricio   | 1   | 1     | 5      | 7     |
| 5     | Argelia    | 1   | 0     | 2      | 3     |
| 6     | Uganda     | 0   | 1     | 2      | 3     |
| 6     | Egipto     | 0   | 1     | 2      | 3     |
| 8     | Zambia     | 0   | 1     | 1      | 2     |
| 9     | Ghana      | 0   | 0     | 1      | 1     |
| 9     | Kenia      | 0   | 0     | 1      | 1     |
| Total | Total      | 18  | 18    | 36     | 72    |